# Charnier du Pont-Long
Le charnier du Pont-Long a été découvert aux landes du Pont-Long, près de Pau, peu après la bataille de Portet (3 juillet 1944).

## Contexte
Après le débarquement en Normandie du 6 juin 1944 et dès le 11 juin, une unité allemande de 600 hommes avait été envoyée en renfort à Pau.
La bataille de Portet (où se trouvait un maquis) du 3 juillet 1944 a eu lieu moins d'un mois après le débarquement en Normandie, et a opposé les soldats allemands à des maquisards peu ou mal armés.
Les maquisards faits prisonniers par l'armée d'occupation ont été amenés vers Pau.

## Le charnier du Pont-Long
De nombreux jeunes gens capturés vivants y ont ensuite été exécutés. Une stèle au Pont-Long commémore l'évènement.
Après le départ des troupes allemandes de Pau le 20 août, Jean Baylot, le préfet de la libération, ordonne les recherches. Les 25 et 26 août 1944, 47 corps étaient exhumés au lieudit, Pont-Long : dans deux fosses, 39 résistants abattus sur place le 6 juillet 1944, dont 38 faits prisonniers à la bataille de Portet. Dans une troisième fosse, plusieurs maquisards tués le 7 juillet 1944 à Monein sont identifiés. Enfin, deux corps sont retrouvés dans la quatrième fosse.
« Deux cousins bordelais de mon père étaient parmi les victimes » (témoignage anonyme, XXe siècle)